# Thomas de Grey (2e comte de Grey)
Pour les articles homonymes, voir Thomas Grey.
Thomas Philip de Grey, 2e comte de Grey (8 décembre 1781 - 14 novembre 1859) est un homme d'État conservateur britannique. Né Thomas Philip Robinson, son nom de famille est Weddell en 1803 et de Grey en 1833.

## Biographie
Il est le fils aîné de Thomas Robinson (2e baron Grantham) et de sa femme, Mary, fille de Jemima Yorke et sœur cadette d’Amabel Hume-Campbell (1re comtesse de Grey). Le Premier ministre Frederick John Robinson est son frère cadet. Il succède à son père comme troisième baron en 1786 et devient le sixième baronnet Robinson de Newby en 1792. En 1833, il succède à sa tante comme second comte de Grey selon un reliquat spécial et hérite également du domaine de Wrest Park à Silsoe, dans le Bedfordshire. En 1798, il est admis au St John's College de Cambridge et obtient son diplôme de maîtrise en 1801.

## Carrière politique
Il est nommé conseiller privé en décembre 1834 alors qu'il occupe le poste de premier Lord de l'Amirauté jusqu'en avril 1835 et fait chevalier de la jarretière en 1844. Il est colonel commandant du régiment de cavalerie du Yorkshire Hussar pendant plus de quarante ans. Il est nommé aide de camp de Guillaume IV et occupe un poste similaire sous la reine Victoria. Il est nommé Lord Lieutenant de Bedfordshire en 1818, poste qu'il occupe jusqu'à sa mort. Il est Lord lieutenant d'Irlande de septembre 1841 à juillet 1844. Au cours de son séjour en Irlande, il s'oppose à la conciliation religieuse de l'Irlande par Peel, affirmant que la conciliation économique est une priorité plus grande. Il appelle à un renforcement de la législation sur l'Irlande, tandis que Peel poursuit une législation économique visant à profiter au Royaume-Uni dans son ensemble. 
Lors de la fondation de l'Institut des architectes britanniques à Londres en 1834, il est invité à en devenir le premier président jusqu'à sa mort en 1859. L'institut reçoit sa charte royale en 1837, devenant le Royal Institute of British Architects. Il est également le premier président du Royal Architectural Museum. Il est également membre de la Royal Society à partir de 1841, membre de la Society of Antiquaries et est l'un des commissaires du New Buckingham Palace à partir de 1848. En plus de réaménager son domicile londonien au numéro 4 de St James's Square (aujourd'hui le Naval & Military Club), il conçoit la nouvelle Wrest House inspirée de l'architecture française sur son domaine Wrest Park dans le Bedfordshire entre février 1833 et octobre 1839, assisté de James Clephan.

## Famille
Il épouse Henrietta, fille de William Cole (1er comte d'Enniskillen), en 1805. Ils ont deux filles, Ann Florence et Mary Gertrude. Son épouse Henrietta est décédée en 1848. Il lui survit onze ans et meurt en novembre 1859, à l'âge de 77 ans. 
Il est remplacé dans la baronnie Lucas de Crudwell par sa fille, Ann, qui épouse George Cowper (6e comte Cowper). Ses autres titres sont passés à son neveu, George Robinson, second comte de Ripon.